# Vanessa Paulina
Vanessa Paulina (Curaçao, 5 april 1969) is een Arubaanse modeontwerper, beeldend kunstenaar, illustrator en kinderboekenschrijver.

## Vroege leven
Vanessa Paulina werd geboren in Curaçao als kind van ouders uit Bonaire. Zij woonde als kind op alle drie de ABC-eilanden, maar bracht het grootste deel van zijn tijd door op Aruba, met name in San Nicolas. In 1986 vertrok hij naar Nederland om mode en illustratie te studeren. In 1994 studeerde zij af aan de Willem de Kooning Kunstacademie in Rotterdam, waar zij zich ontwikkelde als beeldend kunstenaar.

## Beeldend kunstenaar
Als beeldend kunstenaar maakte zij onder andere muurschilderingen in San Nicolas en schilderde zij op doek in een naïeve stijl. Haar kleurrijke schilderijen van de Caribische cultuur weerspiegelen haar Afro-inheemse roots. Zij werkte vaak met meerdere materialen in een kunstwerk. Paulina's thematiek omvat onder meer My Childhood (kind), The Goddesses (vrouwelijke kracht) en Schizophrenia (lijden, strijd). 
De bekendste serie werken van Vanessa Paulina is House of Virginia, waarop de in slavernij geboren vrouw en historische figuur Virginia Dementricia is afgebeeld. Het portret van Virginia Dementricia werd in 2008 tentoongesteld op de Arubaanse slavernijexpositie ‘Herencia di sclavitud/Heritage of slavery on Aruba’. Een aantal werken uit deze serie bevinden zich in de collectie van het Historisch Museum van Aruba in Fort Zoutman.
Haar schilderijen zijn tentoongesteld in Aruba, Nederland, de Verenigde Staten, Senegal en Kaapverdië .

## Schrijver en illustrator
In 2013 schreef en illustreerde Vanessa Paulina drie kinderboeken in het Nederlands, Over de rivier, Het verhaal van Puppy en Wat word ik later? Haar illustraties zijn ontstaan op basis van gesprekken met kinderen.
Ze is illustrator van een groot aantal kinderboeken van andere auteurs, waaronder Vrienden overal (2018), een bloemlezing van verhalen en gedichten over vriendschap, Nona back in time 2 The awakening (2020) en Nona back in time 3: Celebrating the freedom of free people (2023) van Monica Clarinda, Bij Carmen en Carlos Thuis en rebel of Aruba (2024) van Jeroen Hoogerwerf.

## Modeontwerper
Een groot deel van haar carrière werkte zij ook als stylist en ontwerper. Haar creaties zijn gepubliceerd in de tijdschriften Dutch en BLVD. Ze geeft mode-, tekenlessen en workshops.